# Joachim Pokorny

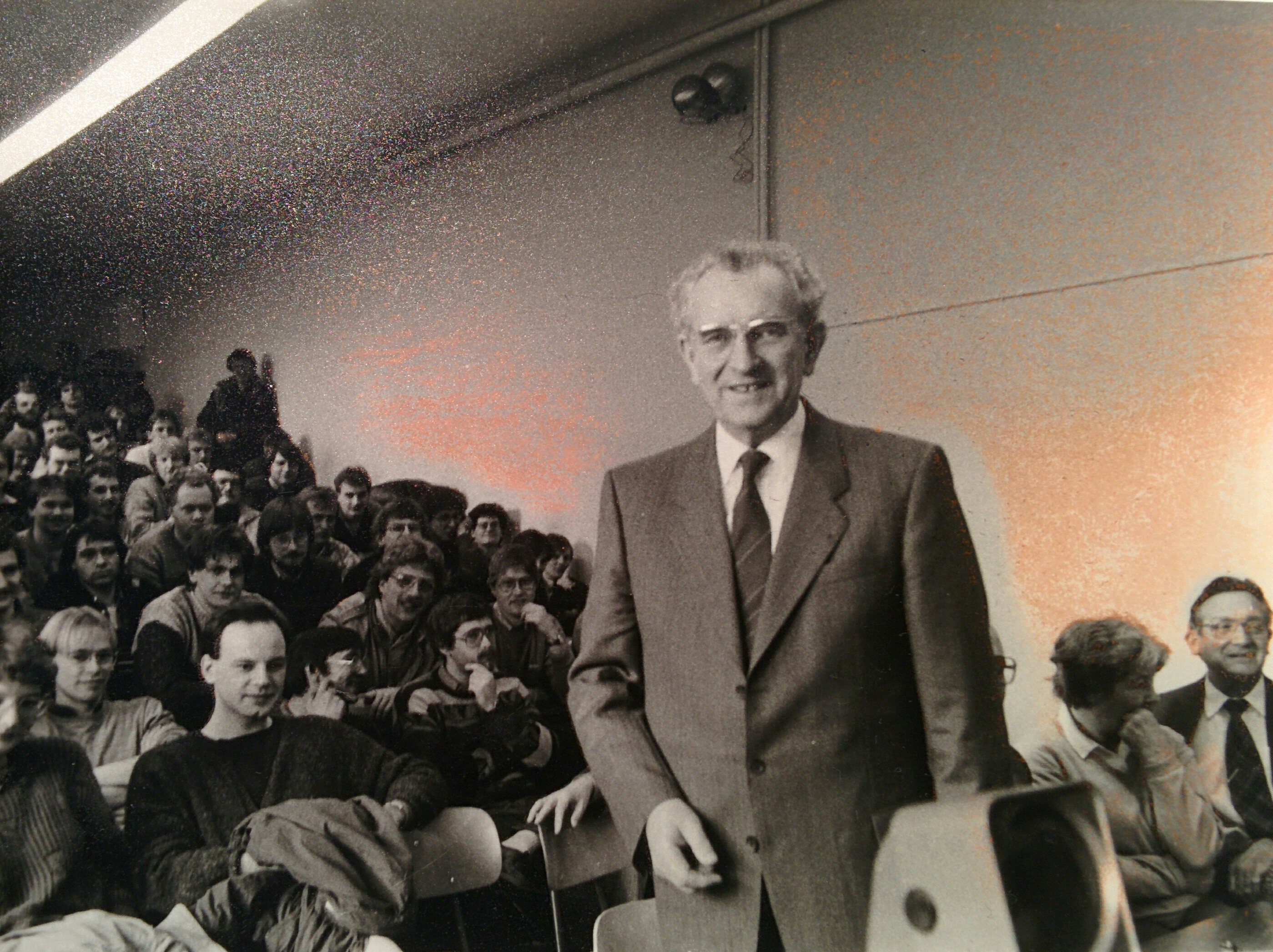
Joachim Pokorny bei seiner Abschiedsvorlesung am 29. Januar 1986.

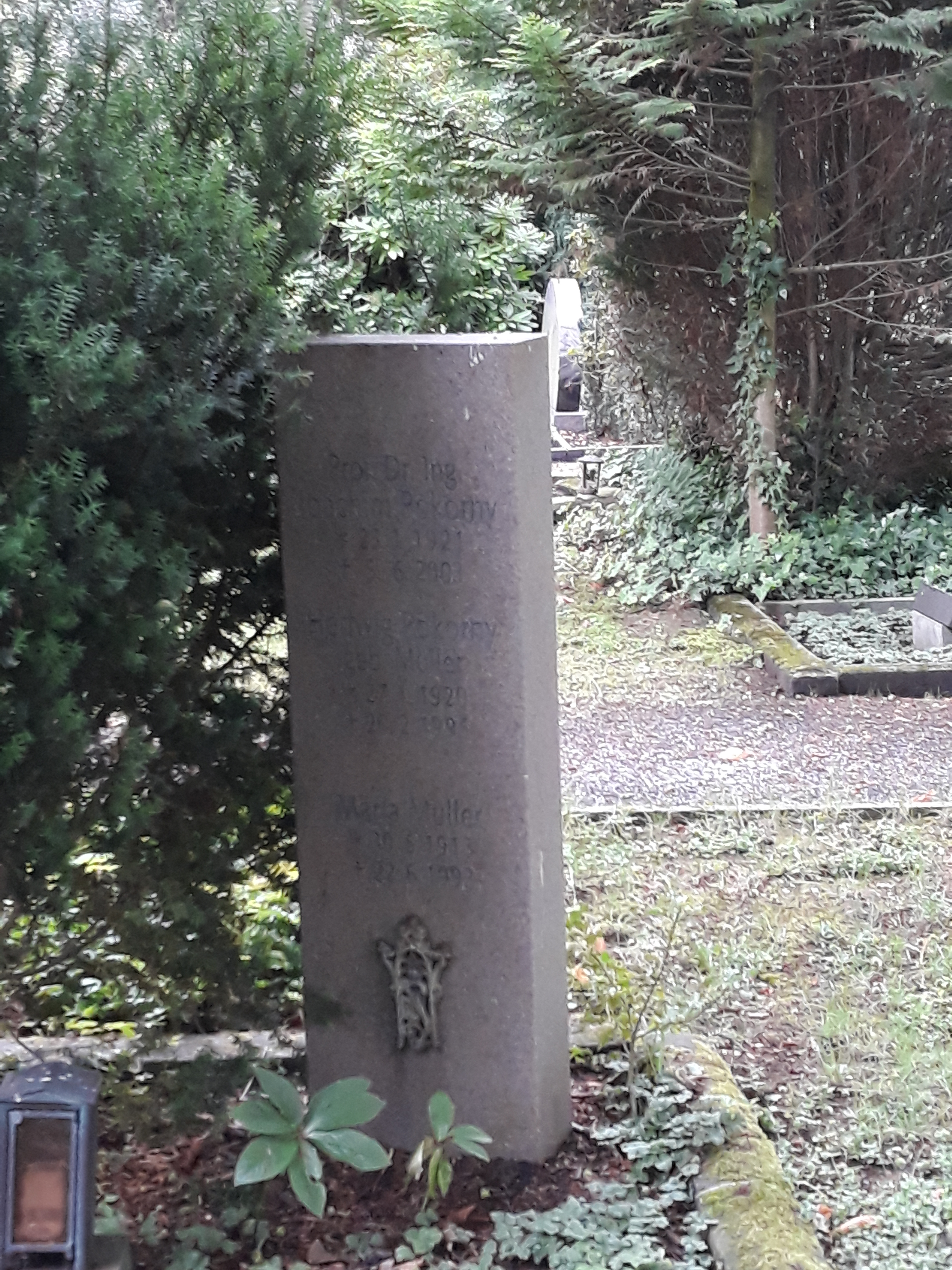
Das Grab von Joachim Pokorny im Familiengrab auf dem Osthofenfriedhof Soest.

Joachim Pokorny (* 25. Januar 1921 in Katscher, Landkreis Leobschütz, Provinz Oberschlesien; † 5. Juni 2003 in Soest) war ein deutscher Maschinenbauingenieur und Hochschullehrer. Zudem erforschte er als autodidaktischer Heimatforscher die Geschichte seiner Geburtsstadt, die 1945 wie der größte Teil Schlesiens an Polen gefallen ist.

## Leben
Pokorny wurde in der oberschlesischen Kleinstadt Katscher (heute polnisch: Kietrz) geboren. Nach Abitur, Arbeitsdienst und kurzem Werkspraktikum folgte umgehend die Einberufung zur Luftwaffe. Im Verlaufe der soldatischen Dienstzeit ergab sich für ihn die Möglichkeit, ein zusätzliches Studium zu absolvieren. Dies befähigte ihn dann für eine weitere militärische Verwendung, u. a. an der Flugzeugführerschule Güstrow. Nach deren Auflösung in den letzten Kriegstagen und Fronteinsatz in der Slowakei erlebte Pokorny mit schweren Verwundungen das Kriegsende in einem Lazarett im Erzgebirge. Danach folgte russische bzw. polnische Gefangenschaft in den Lagern Zittau und Lublin.
Nach Entlassung im Jahre 1949 nahm er unverzüglich ein Maschinenbaustudium an der Technischen Hochschule Hannover auf. Ab Februar 1952 begann seine fünfjährige Berufstätigkeit als Versuchsingenieur beim Unternehmen Stromag, in Unna. In den Jahren 1957 bis 1966 übernahm er eine Lehrtätigkeit als Dozent an der Ingenieurschule für Maschinenwesen in Essen. In diese Zeit fällt auch seine externe Promotion an der Technischen Hochschule Stuttgart im Jahre 1966. Anschließend wurde ihm die Leitung der Staatlichen Ingenieurschule für Maschinenwesen in Soest übertragen, bis diese eine Abteilung der neu gegründeten Fachhochschule Südost-Westfalen wurde und kurz danach mit in der Gesamthochschule Paderborn aufging. An dieser Hochschule lehrte Pokorny bis zum altersbedingten Ausscheiden im Jahre 1986 als Professor im Fachbereich Maschinenbau-Automatisierungstechnik in den Fächern Konstruktionslehre, Konstruktionssystematik und Antriebstechnik.
Die Ruhestandsjahre bescherten ihm Freiräume, um intensiv seinem Interesse an der Geschichte und zum einstigen Leben der Menschen in der früheren oberschlesischen Heimat nachzugehen. Mit viel Energie und großem Zeitaufwand unternahm er vor Ort historische und genealogische Nachforschungen. Dazu hielt er sich regelmäßig über lange Zeiträume dort auf. Polnische Sprachkenntnisse sowie eine positive Einstellung zur Versöhnung mit Polen halfen ihm, schnell das Vertrauen und die Achtung der jetzigen Bewohner von Kietrz zu gewinnen.
Seine Schriften zu Stadt und Umgebung sind nicht nur eine wissenschaftliche Quelle für weitere lokale, historische Forschungen. Sie mahnen auch immer einen aktuellen Bezug zur Gegenwart an. Neben dem Erinnerungswert für ehemalige deutsche Bewohner sind sie vor allem für die heute polnischen Bürger der Region sehr wichtig, fördern sie doch deren Geschichtsbewusstsein, Verbundenheit und Identifikation mit der jetzigen Heimat. Diese oder bereits ihre Vorfahren kamen ebenfalls überwiegend als Vertriebene im Zuge der Zwangsumsiedlung von Polen aus den ehemaligen polnischen Ostgebieten 1944–1946 in ein für sie fremdes Land. Mehrmals waren Gruppen deutscher Vertriebener Pokornys Reisebegleiter und so konnten auch die Menschen zueinander finden. In der Kirche von Kietrz wurde bei einer solchen Gelegenheit erstmals eine Versöhnungsmesse abgehalten. Ehemalige deutsche Einwohner waren bei diesen Reisen Gäste der Schule, der Kirchgemeinde oder wurden bei offiziellen Veranstaltungen der Stadt eingeladen.

## Ehrungen
Bemerkenswert und beispielhaft von überregionaler Bedeutung ist die Verleihung der Ehrenbürgerschaft durch seine Heimatstadt Kietrz im Jahre 1994 an Pokorny.
Mit Trauer nahm man in Kietrz seinen Tod zur Kenntnis und würdigte ihn auf der offiziellen Web-Site der katholischen Kirchgemeinde Apostel Thomas als einen großen Freund der Stadt. Für seine Seele wurde eine Messe gefeiert.

## Veröffentlichungen und Schriften

### Maschinenwesen
In seiner Zeit als Hochschullehrer war Pokorny Herausgeber und u. a. Bearbeiter des folgenden, anerkannten Standardwerkes für Ingenieure, das auch maßgeblich in der ingenieurtechnischen Hochschulausbildung Verwendung findet:
- (Hrsg.): G. Köhler, H. Rögnitz: Maschinenteile, Teil 1 und Maschinenteile, Teil 2. B. G. Teubner, Stuttgart

weitere:
- Untersuchung der Reibungsvorgänge in Kupplungen mit Reibscheiben aus Stahl und Sintermetall. Dissertation, Technische Hochschule Stuttgart, Fakultät für Maschinenwesen, 1960

### Heimatkundliche Forschungen
Alle heimatkundlichen Schriften erschienen im Selbstverlag, sind jedoch einsehbar und können ausgeliehen werden.
- Beim Herder-Institut für historische Ostmitteleuropaforschung in Marburg sind 12 Buchausgaben in der Literaturdatenbank[5] verzeichnet.
- Der gesamte wissenschaftliche Nachlass von Pokornys umfangreichen heimatkundlichen und genealogischen Forschungen und Schriften befindet sich bei der Stiftung Martin-Opitz-Bibliothek, Herne.[6]